# Batalla de Hühnerwasser
La batalla de Hühnerwasser fue la primera batalla de la guerra austro-prusiana. Fue el primer enfrentamiento en los días previos a la campaña de Königgrätz, luchada en Bohemia el 26 de junio de 1866. Se luchó entre tropas del Ejército prusiano del Elba a las órdenes del General Herwarth von Bittenfeld y tropas del I Cuerpo austríaco, lideradas por Leopold Gondrecourt.
Gondrecourt ordenó a las tropas de la brigada del Conde Leiningen —un batallón de cazadores (jäger) eslovaco y un batallón de infantería de línea húngaro— atacar los puestos de avanzada prusianos en Hühnerwasser y hacerlos retroceder más allá del río Iser. La caballería atacante primero entró en contacto con un puesto avanzado prusiano estacionado entre los árboles, que alarmó al resto de la brigada del general prusiano von Schöler, que consistía de cuatro batallones de infantería, un batallón de cazadores (Jäger), cinco escuadrones y 12 cañones. La superior potencia de fuego de los fusiles de aguja Dreyse prusianos detuvo los ataques austríacos. Gondrecourt entonces llamó a sus tropas y se retiró hacia Münchengratz. El capitán prusiano persiguió a los austríacos en retirada. Cerca de la ciudad de Hühnerwasser un escuadrón oculto de los húsares de Nicolás contraatacó el destacamento prusiano avanzado, que sufrió sustanciales pérdidas.
Solo después de asegurar el bosque en torno a mediodía, el General Schöler pudo apoyar las tropas avanzadas en Hühnerwasser y derrotar el batallón austríaco de Haugwitz, que subsiguientemente se retiró. El comandante prusiano Herwarth llegó al campo de batalla en torno a la 1.00 p. m. y organizó la consolidación del área. Las pérdidas austríacas alcanzaban los 277 hombres, mientras que los prusianos habían perdido un oficial y seis hombre muertos, así como 3 oficiales y 40 hombres heridos.